# テンペラメント・オルディネール
テンペラメント・オルディネール (tempérament ordinaire) は17世紀頃からフランスで鍵盤楽器に用いられていた音律の総称である。平均律に対比して述べられた当時の「一般的」(ordinaire) な調律法の記述に由来する名称である。ダランベールや、ラモー、ルソー等の記述によるフランス式の不等分な音律をおおまかに総称してこの名称が用いられる。これらはいずれも厳密な数値を用いて記述されているわけではないので、実際の調律の結果は解釈によりかなりの違いが生じる。一般的に1/4コンマの中全音律をベースに、5度を段階的に広げてウルフ(en:Wolf interval)を解消させたもので、純正5度をあまり重視しない。